# BZN

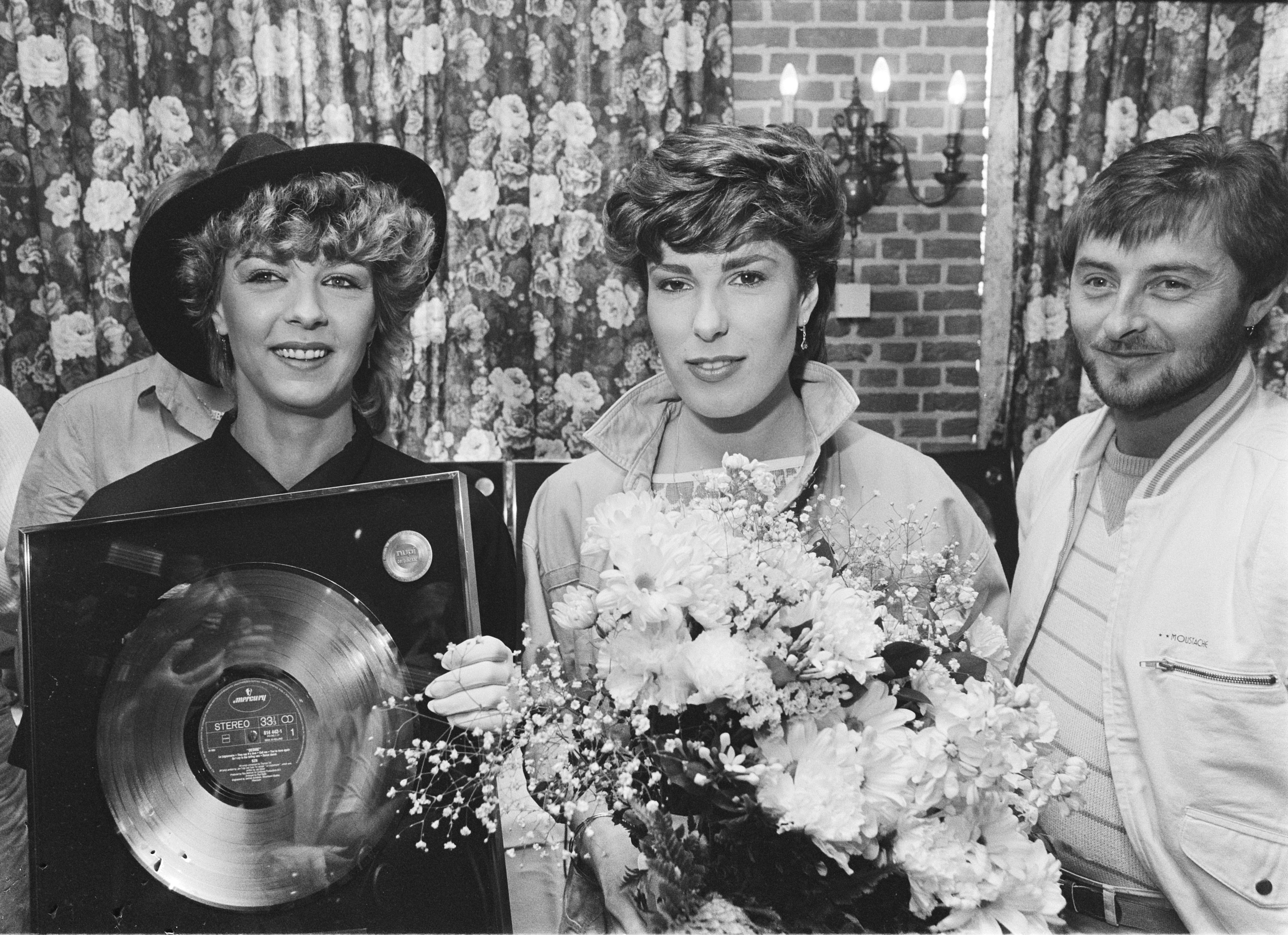
Annie Schilder, Carola Smit & Jan Keizer (1984)

BZN (abreviere pentru Band zonder Naam - „trupa fără nume”) este o trupă de pop și rock din Volendam, Olanda.

## Membrii până pe 16 iunie 2007
- Carola Smit –vocalist (din 1984)
- Jan Keizer – vocalist (din 1969)
- John Meijer – chitară (din 2003)
- Dick Plat – clape (din 1988)
- Jan Tuijp – chitară bas (din 1966)
- Jack Veerman – baterie (din 1974)

## Membrii în 2012[1]
- Jan Keizer
- Anny Schilder

## Discografie

### Era hard rock
- The Bastard (1971)

### Era radio pop
- Making a Name (1977)
- You're Welcome (1978)
- Summer Fantasy (1979)
- Grootste hits (1980)
- Green valleys (1980)
- Friends (1981)
- We Wish you a merry Christmas (1981)
- Pictures of Moments (1982)
- The best of BZN (1982)
- 28 Golden Hits (1983)
- Desire (1983)
- Falling in Love (1984)
- Reflections (1984)
- Christmas with BZN (1985)
- Heartbreaker (1986)
- BZN live - 20 jaar (1987)
- Visions (1987)
- Endless Dream (1988)
- Crystal Gazer (1989)
- Bells of Christmas (1989)
- Horizon (1990)
- Congratulations (1991)
- Rhythm of my Heart (1992)
- Gold (1993)
- Sweet Dreams (1993)
- Serenade (1994)
- Summer Holiday (1995)
- 'Round the Fire (1995)
- A Symphonic Night (1996)
- Pearls (1997)
- A Symphonic Night II (1998)
- The best Days of my Life (1999)
- More Gold (2000)
- Gold & More (2000)
- Out in the Blue (2001)
- Tequila Sunset (2002)
- Leef je leven (2003)
- Die mooie tijd (2005)
- The Singles Collection (2005);
- Adieu BZN - The Final Concert (2007);

## Discografii single

### Era pop
- Maybe Someday (1968)
- Waiting for You (1968)
- Everyday I have to Cry (15 February 1969)
- Gonna take my Mind off Maria (1969)
- Mother can you See me (1969)

### Era hard rock
- This is what I feel (1970)
- Rock and roll woman (1971)
- Bad bad Woman (1971)
- I can't See (1972)
- Riding on (1972)
- Rolling around the Band (10 martie 1973)
- Sweet silver Anny (6 octombrie 1973)
- Barber's Rock (2 martie 1974)
- Love me like a Lion (10 august 1974)
- Goodbye Sue (31 mai 1975)
- Djadja (1976)

### Era radio pop
- Mon Amour (18 September 1976)
- Don't say Goodbye (12 February 1977)
- Sevilla (9 September 1977)
- The Clown (3 December 1977)
- Lady McCorey (6 June 1978)
- Felicidad (2 December 1978)
- Oh me oh My (28 April 1979)
- Marching on (8 September 1979)
- Pearly Dumm (16 February 1980)
- Rockin' the Trolls (23 august 1980)
- Chanson d' Amour (11 aprilie 1981)
- The old Calahan (15 august 1981)
- Blue Eyes (15 May 1982)
- Twilight (11 September 1982)
- Put on your Make-Up (1982)
- Just an Illusion (12 martie 1983)
- Le Legionnaire (17 septembrie 1983)
- If I say the Words (7 aprilie 1984)
- La saison Francaise (22 septembrie 1984)
- The Summertime (27 aprilie 1985)
- Run Away Home (21 septembrie 1985)
- Waltzing Maria (19 aprilie 1986)
- La France (30 august 1986)
- Amore (26 September 1987)
- La Difference (30 April 1988)
- La Primavere (10 September 1988)
- Wheels on Fire (19 November 1988)
- El Cordobes (20 May 1989)
- If I had only a Chance (9 September 1989)
- Help me (5 May 1990)
- Yeppa (1 September 1990)
- Over the Hills (10 November 1990)
- It happened 25 Years ago (31 august 1991)
- Che Sara (1992)
- My Number One (1993)
- Desanya (1993)
- Quiereme Mucho (1994)
- Banjo Man (1994)
- Santo Domingo (1995)
- Sing of Love and Faith (1996)
- Mama (1996)
- La Spagnola (1997)
- Wedding bells (1997)
- Mother (1997)
- The Gypsy Music (1998)
- Mexican Night (1998)
- Don't give up, don't give in (1998)
- Baby Voulez-Vous? (1999)
- Isles of Atlantis (1999)
- Keep Smiling (2001)
- Where the Nightingales sing (2001)
- Will the be a Time (2002)
- De zon, de zee (2003)
- The hitmedley (2005);
- Goodbye (2007);